# Front of Yonge
Front of Yonge to gmina (ang. township) w Kanadzie, w prowincji Ontario, w hrabstwie Leeds And Grenville.
Powierzchnia Front of Yonge to 127,85 km².
Według danych spisu powszechnego z roku 2001 Front of Yonge liczy 2639 mieszkańców (20,64 os./km²).